# Safe as Milk
| Recensione     | Giudizio |
| -------------- | -------- |
| AllMusic       |          |
| Piero Scaruffi | 9/10     |
| 24.000 dischi  |          |

Safe as Milk è l'album di debutto di Captain Beefheart & His Magic Band. Venne pubblicato negli Stati Uniti nel 1967 dalla Kama Sutra Records, una etichetta sussidiaria della Buddah Records.
Il disco mostrava già tutte le particolarità e le innovazioni tipiche della carriera di Captain Beefheart, e per questo suo modo originale di intendere la musica come se fosse un'arte figurativa, come se fosse scultura o pittura, ricevette grandi elogi da parte della critica.

## Storia
Prima di registrare Safe as Milk, la band aveva precedentemente pubblicato due singoli su etichetta A&M Records, e fu proprio a questa casa discografica che il gruppo propose il proprio primo album di debutto nel 1966. Si presentarono ai vertici della A&M con del materiale fortemente influenzato dal R&B, che però la compagnia trovò troppo "strano" e poco commerciale, decidendo quindi di scaricare la band. (In seguito Van Vliet avrebbe dichiarato che la casa discografica li licenziò dopo aver ascoltato la loro canzone Electricity, ritenendola "troppo negativa". Ciò è altamente improbabile, dato che non esistevano ancora nastri demo del pezzo all'epoca.) La conversazione tra Van Vliet e Zappa contenuta nella traccia The Birth of Captain Beefheart (nel CD Mystery Disc) rivela che Jerry Moss dell'A&M riteneva il contenuto del disco troppo a rischio per le orecchie di sua figlia. Questo, più il veto imposto dal manager direttivo A&M Leonard Grant, causò la rescissione del contratto. La band allora si rivolse a Bob Krasnow, che all'epoca lavorava per la Kama Sutra Records; fu lui a scritturarli per la nuova compagnia sussidiaria dell'etichetta, la Buddah Records.
Nel frattempo, Van Vliet aveva segretamente pianificato dei cambiamenti per la formazione della Magic Band, pratica che divenne di comune applicazione durante tutta la carriera del gruppo. La band che registrò i due singoli per la A&M consisteva in Doug Moon e Richard Hepner alle chitarre, Jerry Handley al basso, e Alex St. Clair alla batteria. Ma Hepner era già uscito dal gruppo da tempo, e Van Vliet volle rimpiazzare anche Moon con un giovane Ry Cooder, che stava ai tempi suonando insieme a Gary Marker e Taj Mahal nei Rising Sons. Questo ed altri cambiamenti portarono alla nuova formazione della Magic Band: Handley al basso, St. Clair alla chitarra, e John French alla batteria, con Cooder chitarrista aggiunto. L'arrivo di Cooder era stato caldeggiato da Marker, che si credeva in procinto di produrre l'album; ma che invece venne coinvolto da Van Vliet solo nelle fasi preliminari della lavorazione del disco.
Le prime stampe dell'album contenevano anche un adesivo con il titolo del disco, e nell'interno un collage di immagini dei membri del gruppo e di altri personaggi con la dicitura "May the Baby Jesus Shut Your Mouth and Open Your Mind" ("Possa Gesù bambino tapparti la bocca e aprirti la mente"). Questo era l'iniziale progetto per la copertina dell'album, che venne però rifiutato dalla casa discografica e sostituito con la classica foto fish-eye della band ad opera di Guy Webster.
Inizialmente della produzione dell'album se ne occupò Richard Perry, ma poi i membri del gruppo si dichiararono scontenti del sound che le loro composizioni stavano assumendo, e chiamarono al suo posto Bob Krasnow, che sistematosi al banco di missaggio, riprodusse quasi interamente il disco.

### Ristampe
L'album è stato pubblicato in Gran Bretagna dalla Pye International, e successivamente ristampato dalla Pye Records in edizione economica ridotta a 10 tracce, senza le canzoni I'm Glad e Grown So Ugly. Quando la distribuzione dei dischi della Buddah in Europa passò alla Polydor nel 1970, il disco venne nuovamente ristampato, sempre in edizione economica e addirittura reintitolato Dropout Boogie, ma con i due brani eliminati in precedenza reintegrati.
Nel 1991 l'inglese Object Enterprises LTD pubblica un CD dal titolo Zig Zag Wanderer, attribuendolo a Captain Beefheart. Zig Zag Wanderer non compare in nessuna discografia ufficiale dell'artista ed altro non è che l'album Safe as Milk con un cambio nell'ordine dei brani originali e una copertina differente.
Nel 1999 l'album è stato rimasterizzato in formato CD. Sono state aggiunte sette tracce bonus, provenienti dalle sessioni per il mai uscito Brown Wrapper, disco che avrebbe dovuto far seguito all'album di debutto. Queste tracce furono registrate circa nel novembre 1967 (due mesi dopo la pubblicazione di Safe as Milk), durante le stesse sedute in studio che produrranno l'album Mirror Man.

## Musica e testi
L'album è fortemente influenzato dal Delta blues, e ciò è evidente fin dalle prime note della prima traccia, Sure 'Nuff 'n Yes I Do, che è basata su Rollin' and Tumblin' di Muddy Waters. La prima strofa del testo: «Well I was born in the desert...», cita inoltre New Minglewood Blues di Gus Cannon, una versione primitiva di Rollin' and Tumblin. Un altro esempio, è la reinterpretazione di Grown So Ugly di Robert Pete Williams, presente sul disco con l'arrangiamento di Cooder.
Altre canzoni caratteristiche dell'album sono Abba Zaba, una delle tre composizioni accreditate al solo Van Vliet, e la celebre Electricity, reinterpretata negli anni a venire anche da Sonic Youth e The Kills.
Per qualche tempo, il coinvolgimento di un certo "Herb Bermann" come coautore di otto delle tracce presenti su disco fu argomento controverso, poiché Van Vliet non ne accreditava la presenza, e non discusse mai o chiarì l'effettivo ruolo avuto da tale personaggio nella composizione dell'album. Essendoci scarse prove dell'esistenza dell'uomo, vari membri della Magic Band ipotizzarono che il nome fosse solo uno pseudonimo fittizio di Van Vliet utilizzato per motivi di diritti d'autore. Fu soltanto nel 2003 che Bermann stesso venne rintracciato e intervistato, e il suo coinvolgimento come coautore dei brani fu da lui confermato.

## Accoglienza
Pubblicato dalla Kama Sutra Records, una piccola etichetta sussidiaria della Buddah, l'album non ebbe successo commerciale alla sua pubblicazione, fallì l'entrata in classifica sia negli Stati Uniti, dove nessuno degli album di Captain Beefheart sarebbe mai entrato nella top 100, e in Gran Bretagna, dove la band invece avrebbe riscosso un successo minore nel 1969 con l'epocale Trout Mask Replica.
Il disco ebbe un impatto maggiore in Europa che in U.S.A. I Beatles furono tra quelli che apprezzarono l'album: John Lennon attaccò due degli adesivi promozionali del disco sulle ante di un armadietto nella veranda di casa sua, dove passava la maggior parte del tempo libero.

## Tracce
Lato A
1. Sure 'Nuff 'n Yes I Do (Don Van Vliet/Herb Bermann) - 2:15
2. Zig Zag Wanderer (Van Vliet/Bermann) - 2:40
3. Call on Me (Van Vliet) - 2:37
4. Dropout Boogie (Van Vliet/Bermann) - 2:32
5. I'm Glad (Van Vliet) - 3:31
6. Electricity (Van Vliet/Bermann) - 3:07

Lato B
1. Yellow Brick Road (Van Vliet/Bermann) - 2:28
2. Abba Zaba (Van Vliet) - 2:44
3. Plastic Factory (Van Vliet/Bermann/Jerry Handley) - 3:08
4. Where There's Woman (Van Vliet/Bermann) - 2:09
5. Grown So Ugly (Robert Pete Williams) - 2:27
6. Autumn's Child (Van Vliet/Bermann) - 4:02

### Bonus tracks versione CD
1. Safe as Milk (take 5)
2. On Tomorrow
3. Big Black Baby Shoes
4. Flower Pot
5. Dirty Blue Gene
6. Trust Us (take 9)
7. Korn Ring Finger

## Crediti

### Musicisti

#### Artista
- Don Van Vliet – voce, armonica, basso marimba, arrangiamenti

#### The Magic Band
- Alex St. Clair Snouffer – chitarra, basso, cori
- Jerry Handley – basso, cori
- John French – batteria, cori
- Ry Cooder – chitarra, chitarra slide, basso, arrangiamento in Sure 'Nuff 'N Yes I Do e Grown So Ugly

#### Musicisti aggiuntivi
- Samuel Hoffman - theremin in Electricity e Autumn's Child
- Milt Holland – batteria, tamburello
- Taj Mahal – tamburello
- Russ Titelman - chitarra in Autumn's Child

### Produzione
- Richard Perry – produzione (allo Studio RCA)
- Bob Krasnow – produzione
- Hank Cicalo – ingegnere del suono (RCA Studio)
- Gary Marker – ingegnere del suono (Original Sound & Sunset Sound)